# Kościół Narodzenia Najświętszej Maryi Panny w Myślniewie
Kościół Narodzenia Najświętszej Maryi Panny w Myślniewie – rzymskokatolicki kościół filialny należący do parafii św. Jadwigi Śląskiej w Kobylej Górze (dekanat Ostrzeszów diecezji kaliskiej).
Jest to świątynia wzniesiona w 1746 roku. Remontowana była w latach 1974 – 75. W 2018 roku dachy zostały pokryte gontem. 
Budowla jest drewniana, składa się z jednej nawy, wzniesiona została w konstrukcji zrębowej. Świątynia jest orientowana. Jej prezbiterium jest mniejsze w stosunku do nawy, zamknięte jest trójbocznie, z boku jest umieszczona zakrystia. Z boku nawy znajduje się kruchta. Od frontu jest umieszczona wieża, wzniesiona w konstrukcji słupowej i charakteryzująca się pochyłymi ścianami ku górze oraz mieszcząca kruchtę w przyziemiu. Wieżę zwieńcza barokowy, blaszany dach hełmowy z podwójną ośmiokątną latarnią i krzyżem. Kościół nakryty jest dachem dwukalenicowym, pokrytym gontem modrzewiowym z szerokim okapem z sześcioboczną wieżyczką na sygnaturkę. Jest ona zwieńczona ostrosłupowym blaszanym dachem hełmowym z latarnią i krzyżem. Wnętrze nakryte jest pozornymi sklepieniami kolebkowymi, lekko spłaszczonymi w prezbiterium. Na ścianie znajduje się Grupa Ukrzyżowanie z datą budowy świątyni „1746”. Chór muzyczny jest podparty dwoma drewnianymi słupami i charakteryzuje się balustradą o prostej linii, ozdobioną trzema posągami na konsolach. Ołtarz główny i dwa ołtarze boczne reprezentują styl późnobarokowy i powstały około połowy XVIII wieku. W stylu barokowym powstały: ambona z baldachimem oraz chrzcielnica z połowy XVIII wieku. Figura Madonny z Dzieciątkiem w stylu gotyckim pochodzi z końca XIV wieku. Krucyfiksy procesyjne powstały w stylu barokowo – ludowym.